# Депретис, Агостино
Агостино Депретис (итал. Agostino Depretis; 31 января 1813, Кава-Манара, Павия — 29 июля 1887[…], Страделла, Ломбардия) — итальянский политик и государственный деятель, трижды, с перерывами возглавлял кабинет министров Италии.

## Биография
Агостино Депретис родился 31 января 1813 года в Брессана-Боттароне. После того как получил юридическое образование в Турине, занялся адвокатурой.
В 1848 году был избран депутатом и примкнул к оппозиционной «левой» партии, отличаясь, однако, умеренностью в своей оппозиции. Он основал в Турине газету «Progresso», которую впоследствии заменила «Diritto». Принимая особенно деятельное участие в разработке финансовых вопросов, Депретис занял влиятельное положение в палате депутатов и был избран её вице-президентом.
В 1859 году Камилло Бензо ди Кавур назначил Агостино губернатором в Брешиа, а в 1860 году Джузеппе Гарибальди пригласил его в Сицилию и вручил ему продиктатуру. Здесь Депретис старался примирить политику Гарибальди с политикой Кавура, но встретил противодействие со стороны Франческо Криспи и уже в сентябре 1860 года вынужден был покинуть остров.
В 1862 году Депретис занял пост министра публичных работ в министерстве Урбано Раттацци. Во время Австро-прусско-итальянской войны 1866 года был морским министром. Неудачи итальянского флота вызвали сильные нарекания на Депретиса, который, в свою очередь, старался сложить вину на своих предшественников.
При реорганизации кабинета министров получил портфель министра финансов, который сохранял до апреля 1867 года. После смерти Ратацци, в 1873 году, Агостино Депретис стал предводителем парламентской левой фракции.
27 марта 1876 года он стал во главе нового кабинета в качестве министра финансов и президента совета. На общих выборах того же года прогрессисты получили более 400 мест, а умеренные — менее 100. Вскоре, однако, в группах левой начали обнаруживаться раздоры, которые вызывали частую смену членов министерства и которые Депретис в течение последующих десяти лет старался побороть и сгладить авторитетом своей личности. В марте 1878 года кабинет Депретиса вышел в отставку, но в конце того же года, после падения кабинета Кайроли, Агостино снова стал во главе министерства, приняв в свои руки внутренние дела. Однако уже 14 июля 1879 года неблагоприятное ему решение палаты побудило его подать в отставку.
Заменивший его Бенедетто Кайроли вступил с Депретисом в союз и привлёк его в свой кабинет, предложив ему портфель министра внутренних дел (в ноябре 1879 года). Коалиция правых с группами Криспи и Никотеры оставила кабинет в меньшинстве по вопросу о вотировании временного бюджета; но министерство благодаря новым выборам (1880) продержалось до мая 1881 года, когда ушло в отставку вследствие интерпелляций по тунисскому вопросу.
После безрезультатной попытки Селлы образовать новое министерство, сформирование кабинета снова было поручено Депретису. С этого времени он усердно занялся осуществлением своей идеи так называемого трансформизма: сознавая невозможность образовать прочное правительственное большинство с одними левыми, он обратился к центру и правым с намерением добиться от них поддержки своей программы. Несмотря на трудность задачи, Депретис благодаря своей ловкости, уму, спокойствию в значительной степени её исполнил. Враждебные ему группы левых под руководством Криспи, Никотеры, Кайроли, Занарделли и Баккарини образовали между собой коалицию (прозванную «пентархией»), которая не раз ставила кабинет Агостино в затруднение.
В марте 1884 года министерский кандидат на президентство в палате получил лишь слабое большинство, и Депретис подал в отставку. Король, однако, не принял её, и Агостино остался во главе кабинета. Подобный же кризис повторился в июне 1885 года, когда палата, не поддерживая занятие Массовы итальянскими войсками, вотировала лишь большинством четырех голосов бюджет министерства иностранных дел, во главе которого стоял Манчини. Король снова убедил Депретиса остаться президентом совета, с заменой Манчини графом де-Робилан. В 1887 года неудачи в Абиссинии сильно пошатнули кабинет, Робилан вышел из него, и Депретис взял иностранные дела в своё заведование; вместе с тем, не находя более достаточной поддержки в правой и центре, Депретис решил обезоружить пентархию, предложив Криспи портфель министра внутренних дел, а Занарделли — министра юстиции (4 апреля 1887).
Через несколько месяцев 29 июля 1887 года Депретис умер, и власть перешла в руки Криспи.
Результаты показали, что политика трансформизма, которой придерживался Депретис, содействовала распаду парламентских партий и в общем была вредна для правильного развития конституционных учреждений. В иностранной политике, особенно в отношении к Германии и Австрии, Агостино следовал желаниям короля. В области внутренней политики за Депретисом признаются значительные заслуги — уничтожение принудительного курса, отмена налога на помол, расширение сети железных дорог, избирательная реформа и другие.